# Resolució 1182 del Consell de Seguretat de les Nacions Unides
La Resolució 1182 del Consell de Seguretat de les Nacions Unides fou adoptada per unanimitat el 14 de juliol de 1998. Després de reafirmar les resolucions 1125 (1997), 1136 (1997), 1152 (1998), 1155 (1998) i 1159 (1998) sobre la situació a la República Centreafricana, el Consell va ampliar el mandat de la Missió de les Nacions Unides a la República Centreafricana (MINURCA) fins al 25 d'octubre de 1998.
El Consell de Seguretat va assenyalar que la MINURCA es va desplegar completament a la República Centreafricana. Va subratllar la importància de crear un entorn estable i segur per celebrar eleccions lliures i justes i va acollir amb satisfacció l'establiment de la Comissió Electoral. Les autoritats del país havien de prendre mesures per implementar reformes polítiques, econòmiques, socials i de seguretat que incloïen la cooperació amb les institucions financeres internacionals.
La resolució va demanar al Govern de la República Centreafricana que adoptés plans per reestructurar el seu exèrcit i organitzar eleccions. El suport de la comunitat internacional era essencial en aquest procés. Es va reconèixer que la MINURCA podria dur a terme missions de reconeixement fora de la capital Bangui i altres tasques relacionades amb la seguretat del personal de les Nacions Unides.
Finalment, es va demanar al Secretari General Kofi Annan que presentés un informe abans del 25 de setembre de 1998 sobre l'aplicació del mandat de la MINURCA i sobre l'aplicació dels Acords de Bangui.